# Eluru
Eluru (Telugu: ఏలూరు; früher anglisiert Ellore) ist eine Stadt im indischen Bundesstaat Andhra Pradesh. 
Sie ist Verwaltungssitz des Distrikts Eluru und hat rund 214.000 Einwohner (Volkszählung 2011). Eluru liegt an der nationalen Fernstraße NH 16 (ehemals NH 5) zwischen Vijayawada und Visakhapatnam und an der wichtigen Eisenbahnlinie Kolkata–Chennai. Der nächstgelegene Flughafen ist im 40 Kilometer entfernten Gannavaram. 
Der Kolleru Lake, ein 245 Quadratkilometer großer Süßwassersee, ist in der Nähe der Stadt.
In historischer Zeit hieß der Ort Helapuri und hatte eine reiche kulturelle und politische Geschichte; einst soll sie Hauptstadt des Ostdekkan-Reichs der Vishnukundina-Dynastie gewesen sein.
Eluru ist seit 1976 Bischofssitz des römisch-katholischen Bistums Eluru. Seit April 2005 besitzt Eluru den Status einer Municipal Corporation.